# 염형국
염형국(廉亨國, 1974년 ~ )은 대한민국의 변호사이다. 공익인권법재단 공감 소속이다.

## 생애
연수원 2년차 생활중 박원순 시장(당시 변호사)의 강의를 듣고 진로를 결정 그 이후 박변호사를 찾아가 면담을 통해 대한민국 공익변호사 1호가 되었다.
이후 2004년 1월 김영수 변호사·소라미 변호사·정정훈 변호사와 함께 공익변호사 공감을 출발하게 되었다.
처음에는 아름다운재단 산하에서 운영하다가, 10주년을 맞는 2012년 10월 공익인권법재단 공감으로 독립하여 운영되고 있다.

## 경력
- 공익인권법재단 공감 상임이사
- 2004.01~ 공익인권법재단 공감 변호사
- 대한변호사협회 회원
- 2001 제43회 사법시험 합격(사법연수원 33기 수료)

## 수상
- 2013년 2월 '제1회 변호사공익대상' 수상